# Valentin Tramontina
Valentin Tramontina (17 de julio de 1893 – 28 de febrero de 1939) fue un herrero, fabricante y empresario brasileño, fundador de la compañía brasileña Tramontina.  Hijo de inmigrantes italianos, en 1911 llegó a Carlos Barbosa proveniente de Santa Bárbara, tres años después de que el ferrocarril había arribado, e instaló en la ciudad una pequeña herrería que hacía reparaciones menores y colocaba herraduras a los caballos.

## Biografía
Valentin era analfabeto y un colonizador artesano, nacido en Santa Bárbara, en el municipio de Bento Gonçalves (región montañosa de Río Grande del Sur), hijo de inmigrantes italianos del pueblo de Poffabro, municipio de Frisanco, en la región de Friuli-Venecia Julia, Italia nororiental.
En 1911, se muda a Carlos Barbosa, en el mismo Río Grande del  Sur, porque el ferrocarril significaba una perspectiva de expansión.  Instala un taller pequeño en una parcela alquilada (junto al pabellón donde hoy hay un local de reparación de neumáticos Guerra Pneus e Acessórios), donde se hacían reparaciones pequeñas y elaboraba herraduras y navajas.  Después del servicio militar obligatorio, retoma sus actividades y se muda a un galpón más grande.
En 1930, Valentin fabrica el cuchillo "Santa Barbara" ref. Núm. 1, el producto fabricado en mayor cantidad en aquel tiempo. La herrería pasó por dificultades en los años siguientes, culminando con la muerte de Valentin en 1939, habiendo dirigido la compañía por 28 años. Después de su muerte su mujer, Elisa Tramontina, se hizo cargo de la herrería.
En 1920 se casó con Elisa de Cecco. La pareja tuvo cuatro hijos: Ivo, Vicente Sales, Henrique y Nilo.